# Balšići
Balšići (cnr. Балшићи) su crnogorska dinastija.[nedostaje izvor] Vladali su Zetom od 1360. do 1421. godine.

## Podrijetlo
Po svjedočenju samih Balšića oni svoje podrijetlo dovode u vezu s Nemanjićima. Balša II Balšić, iz Skadra, u povelji Dubrovčanima od 27. 1. 1385. između ostaloga piše : 
Jedan teorija kaže kako su u Zetu vjerojatno došli između 1272. i 1280. godine iz pokrajine Provansa (Francuska) sa prezimenom De Balls kao plemićka obitelj. 
Drugi povjesničari su mišljenja da su Balšići slavenizirani Vlasi.[nedostaje izvor]

## O prvim Balšićima
Koncem 13. st. Zeta, nekadašnja nezavisna država Duklja, bila je pod srpskom dinastijom Nemanjića. Na službi kod kralja Uroša I. (iz dinastije Nemanjići) u to je vrijeme bio Mate Balšić.
Jedan dokument iz svibnja 1284. navodi kako je srpska kraljica Helena, žena Uroša I., po ovom Balšiću poslala pismo knezu Dubrovnika. Balšići kasnije postaju oblasni plemići u Zeti a taj su status, kako se pretpostavlja, dobili i zbog vojničkih zasluga i/ili zboga toga što su se orodili s Nemanjićima.

## Balšića država
Oko 1360. Balša I. je, nedugo po smrti srpskog cara Dušana, faktički osmamostalio Zetu, koja je s ostatkom srpskog carstva bila u sve labavijim vezama, a s pojedinim srpskim oblasnim vladarima i u čestim ratovima.
Balšića država je, po ugledu na Bizant, imala organiziranu dvorsku službu sa logotetom na čelu. Državnim je financijama rukovodio visoki činovnik. Balšići su imali talenta za gospodarstvo i surađivali su s trgovcima iz zemlje i inozemstva.
Kovali su Balšići svoju monetu - dinar.
U kontinentalnome dijelu Balšića države vlast su imali potčinjeni oblasni plemići, dok su primorski gradovi, po tradiciji, imali gradske knezove.
Sudska je vlast u Balšića državi bila dvostepena. Oblasni su plemići donosili prvostepene a vladari iz dinastije Balšića su rješavali o žalbama.
- Zeta na svom vrhuncu 1370-ih
- Genealogija dinastije Balšića

## Obiteljske veze
Balša I. imao je tri sina: Stracimira, Đurađa I. i Balšu II.. Najstariji sin, Stracimir, bio je oženjen Jerinom, kćerkom albanskoga plemića Progona Dukađina i s njom je imao sina Đurađa II. Balšića (vladar Zete od 1385. do 1403. godine) te Milicom iz obitelji Mrnjavčević.
Đurađ I. Balšić, sin Balše I., vladao je Zetom još za očeva života, od 1362. do 1378. godine. Dva puta se ženio. Najprije s Oliverom, kćerkom plemića Vukašina Mrnjavčevića, a potom s Todorom, kćerkom srpskog plemića Dejana. Imao je Đurađ I. Balšić troje djece, no njihova su imena ostala nepoznata.
Njegov brat, Balša II., srednji sin Balše I., vladao je Zetom od 1378. do 1385. godine. On je najprije bio oženjen Komninom, kćerkom plemića Ivana iz Valone (Albanija), a onda i Jelenom, kćerkom plemića Radoslava Hlapena.
Đurađ II., vladar Zete od 1385. do 1403. godine, bio je oženjen Helenom (izvorno Jelena), kćerkom srpskog kneza Lazara Hrebeljanovića koji je 1389. pogino na Kosovu.
No, nitko od Balšića, niti postrojbe Zete, nisu sudjelovali u Kosovskoj bitci.
Poslije smrti Đurađa II., Helena se 1411. preudala za bosanskoga plemića Sandalja Hranića Kosaču.
Sin Đurađa II., Balša III., upravljao je Zetom od 1403. do 1421. godine i posljednji je vladar iz dinastije Balšića. Balša III. je bio oženjen Marom, kćerkom albanskoga plemića Nikite Topija. Potom se oženio Boljom, kćerkom drugog albanskoga plemića Koje Zakarija.
Balša III. je iz ova dva braka imao troje djece - ime njegova sina nije poznato, a kćeri su bile Jelena (kasnije žena bosanskoga plemića Stjepana Vukčića Kosače), te Todora, udata za Petra Vojsalića.

## Vjera
Balšići do 1369. bili su pravoslavni, no tada su konvertirali i pristupili Katoličkoj crkvi. Papa Urban V. poslao je 26. lipnja 1369. pismo trojici sinova Balše I. u povodu njihovoga vraćanja u katoličku vjeru (citat u prijevodu na crnogorski):
"Plemićima, braći Stracimiru, Đurđu i Balši, županima Zete, milost u sadašnjem vremenu, po kojoj će steći slavu u budućnosti.
Duh naš kliče u Gospodinu, jer se milosrdno udostojio da vam podari spoznaju, pa ste vi, koji ste do sada ostali nesjedninjeni hrišćani u greškama mraka i sjeni vječne smrti, otpočeli mudro savjetovati sopstvenim dušama i dušama vaših podanika, da bi svjetlost istine prihvatili...Namjeravate, sa poštovanjem i iskrenim srcima pridružiti se poslušnosti i pobožnosti prema presvetoj Rimskoj Crkvi, majci i učiteljici svih vjernika, da u njoj trajno ostanete i da se učite od nas, koji smo bez zasluga Hristovi namjesnici na zemlji, na koji način treba da se krećete putem božijih izaslanika..".

Pod utjecajem svoje majke, Srpkinje i kćeri kneza Lazara Hrebeljanovića, Helene, prijeći će Balša III. u pravoslavlje.

## Na prijestolju
Vladari iz dinastije Balšića bili su: 
- Balša I., samostalni vladar 1360. – 1362. godine, osamostalio Zetu
- Đurađ I. Balšić, vladar 1362. – 1378.
- Balša II., vladar 1378. – 1385.
- Đurađ II. Balšić, vladar 1385. – 1403.
- Balša III., vladar 1403. – 1421.

## Vanjske poveznice
- O Balšićima
- Zapis o Heleni Balšić